# 野間美由紀
野間美由紀（1960年12月4日—2020年5月2日），日本女性漫畫家。出身於千葉縣千葉市。千葉縣立千葉南高等學校畢業。
她是日本推理作家協會、本格推理作家俱樂部、日本萬花筒協會以及檀香山俱樂部會員。
2020年5月2日因冠狀動脈疾病去世，享年59歲。

## 作品
- 《偵探遊戲》系列
  - 偵探遊戲、全34冊、原名
  - 偵探拼圖遊戲、全6冊、原名
  - 拼圖遊戲☆高校X、原名
  - 寶藏拼圖遊戲、原名
- 浪漫注意報、原名
- 微能力少女、全1冊、原名《cat's paw》
- Joker推理事件簿、全1冊、原名《Joker》
- 原名
- 原名
- 原名
- 原名
- 原名

## 外部連結
- MIYUKI's ROSE Garden （页面存档备份，存于） （日語）－野間美由紀的官方個人部落格。
- 野間美由紀的X（前Twitter） （日語）